# Mikołajów (hromada w obwodzie lwowskim)
Mikołajów – hromada miejska w rejonie stryjskim obwodu lwowskiego Ukrainy. Siedzibą hromady jest Mikołajów.
Hromadę utworzono w ramach reformy decentralizacji  w 2020 roku.

## Miejscowości hromady
W skład hromady wchodzą 1 miasto i 23 wsie.

- Mikołajów – miast, siedziba hromady
- Bilcze
- Bołonia
- Drohowyż
- Hirskie
- Honiatycze
- Horożanna Mała
- Horożanna Wielka
- Kahujów
- Kołodruby
- Krynica
- Lipice
- Łystwianyj
- Nowosiółki Oparskie
- Pauki
- Pidlissia
- Powerchów
- Radelicz
- Rudniki
- Ryczychów
- Sajków
- Trudowe
- Uście
- Werbiż